# 더글러스 레넛

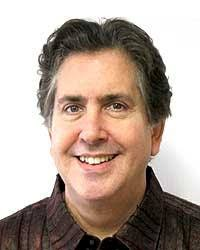

더글러스 레넛(Douglas Lenat, 본명: 더글러스 브루스 레넛, Douglas Bruce Lenat, 1950년 9월 13일 ~ 2023년 8월 31일)은 미국의 컴퓨터 과학자이자 인공지능 연구자로, 텍사스주 오스틴 (텍사스주)에 있는 Cycorp, Inc.의 설립자 겸 CEO였다.
레넛은 1976년 기계 학습 프로그램 AM을 개발한 공로로 격년으로 IJCAI 컴퓨터 및 사고상(IJCAI Computers and Thought Award)을 수상했다. (통계적 방식이 아닌) 기호적 기계 학습(AM 및 유리스코(Eurisko) 프로그램을 통해), 지식 표현, "인지 경제", 블랙보드 시스템, 그리고 1984년 자신이 "존재론적 공학"(MCC에서 Cyc 프로그램을 통해, 그리고 1994년부터는 Cycorp에서)이라 명명한 분야를 연구했다. 또한 군사 시뮬레이션과 미국 정부, 군, 정보기관, 과학 기관을 위한 수많은 프로젝트에 참여했다. 1980년에는 기존의 무작위 돌연변이 다윈주의에 대한 비판을 발표했다. 인공지능 저널(Journal of Artificial Intelligence)에 휴리스틱 규칙의 본질을 탐구하는 일련의 논문을 집필했다.
레넛은 전미인공지능학회(AAAI)의 초기 펠로우 중 한 명이었으며, 마이크로소프트와 애플의 과학 자문 위원회에서 활동한 유일한 인물이다. 미국 과학 진흥 협회(AAAS), AAAI, 인지과학학회의 펠로우였으며, J. Automated Reasoning, J. Learning Sciences, J. Applied Ontology의 편집자이기도 했다. 1991년 TTI/뱅가드의 창립 멤버 중 한 명이었으며, 자문 위원회 위원으로 활동했다. 와이어드 25(Wird 25)에 선정되었다.